# 霍赫塞勒山
47°25′51″N 13°01′50″E / 47.430774°N 13.030557°E

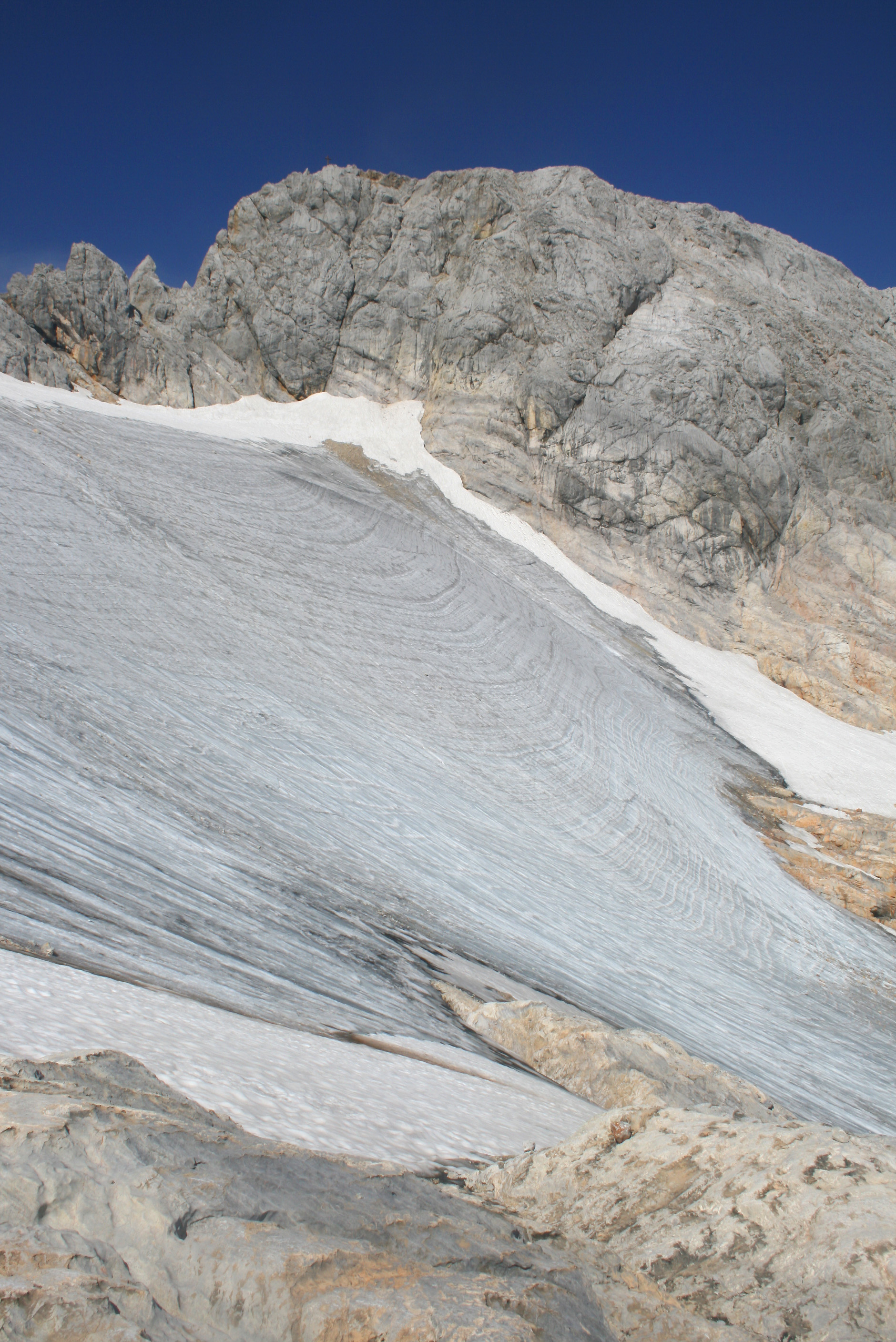

霍赫塞勒山（德語：Hochseiler），是奧地利的山峰，位於該國中部，由薩爾茨堡州負責管轄，屬於貝希特斯加登阿爾卑斯山脈的一部分，距離拉姆山1.3公里，海拔高度2,793米，每年平均降雨量2,176毫米。